# Rund um Berlin 1982
Rund um Berlin 1982 war die 76. Austragung des ältesten deutschen Eintagesrennens Rund um Berlin. Das Straßenradrennen fand am 26. September über 197 Kilometer statt.

## Rennverlauf
Start und Ziel war die Radrennbahn Berlin-Weißensee. Durch eine Vielzahl an Auslandseinsätzen waren die Spitzenfahrer des Deutschen Radsportverbandes der DDR nicht am Start. Aus dem Ausland waren Teams aus der Sowjetunion, Rumänien, der Tschechoslowakei und Polen vertreten. Nach 115 Kilometern bildete sich bei Potsdam eine Spitzengruppe von sieben Fahrern, darunter der spätere Sieger. An der Stadtgrenze von Berlin verschärfte Nikolai Kriwoschejew das Tempo, nur Bodo Straubel und Olaf Fröhlich konnten noch folgen.

## Ergebnis
|     | Fahrer               | Verein             | Zeit (h)        |
| --- | -------------------- | ------------------ | --------------- |
| 01. | Nikolai Kriwoschejew | Sowjetunion        | 5:09:41 h       |
| 02. | Olaf Fröhlich        | SC Cottbus         | + 00:14 Minuten |
| 03. | Bodo Straubel        | SC DHfK Leipzig    | + 0:40 Minuten  |
| 04  | Karsten Erdmann      | SC DHfK Leipzig    | + 01:05 Minuten |
| 05  | Johnny Böhme         | SC Karl-Marx-Stadt | + 01:20 Minuten |
| 06  | Miroslav Rehak       | Tschechoslowakei   | + 01:20 Minuten |
| 0 … |                      |                    |                 |